# Jemen op de Olympische Zomerspelen 2016
Jemen nam deel aan de Olympische Zomerspelen 2016 in Rio de Janeiro, Brazilië. Drie atleten, actief in het atletiek-, judo- en het zwemtoernooi, behoorden tot de Jemenitische selectie. Het was een van de kleinste olympische afvaardigingen in de geschiedenis van Jemen. Jemen slaagde er niet in om tijdens deze spelen een eerste olympische medaille te winnen.
Zwemmer Mokhtar Al-Yamani behoorde oorspronkelijk tot de selectie, maar slechts door miscommunicatie: een maand voor de Spelen bleek dat de internationale zwembond geen plaats voor hem beschikbaar had gesteld.

## Deelnemers en resultaten
(m) = mannen, (v) = vrouwen 

### Atletiek
| Olympiër       | Discipline | Resultaat | Prestatie                |
| -------------- | ---------- | --------- | ------------------------ |
| Mohammed Rageh | 1500m (m)  | 36ee      | serie 1: 14de in 3.58,99 |

### Judo
| Olympiër       | Discipline | Resultaat | Prestatie                                                |
| -------------- | ---------- | --------- | -------------------------------------------------------- |
| Zeyad Mater VO | –73kg (m)  | 17e       | 1ste ronde: vrij 2de ronde: V van UAE Scvortov: waza-ari |

### Zwemmen
| Olympiër         | Discipline           | Resultaat | Prestatie               |
| ---------------- | -------------------- | --------- | ----------------------- |
| Nooran Ba-Matraf | 100m vlinderslag (v) | 43e       | serie 1: 3de in 1.11,16 |